# Вертолітні гроші
«Вертолітні гроші» (англ. Helicopter money) — один із методів, який використовує держава для сприяння соціально-економічному розвитку суспільства. Це можуть бути грошові виплати населенню, розподіл між громадянами доходів від видобутку ресурсів, експерименти з гарантованим доходом.
Про «вертолітні гроші» в 1969 році писав лауреат Нобелівської премії з економіки Мілтон Фрідман. У 2002 році голова Федеральної резервної системи США Бен Бернанке допустив, що підживлення «вертолітними грошима» дійсно могло б допомогти стимулювати економіку, яка вичерпала себе, принаймні, на даному етапі історії, судячи з передумов для чергової хвилі глобальної рецесії.

## США
У 2020 році законодавча система США обговорювала питання про видачу чеків у розмірі 1000 доларів США кожному повнолітньому громадянину, що описувалось у ЗМІ як "Вертолітні гроші" і відповідь на пандемію коронавірусу у США. Однак ця практика не може розглядатися як "Вертолітні гроші", доки цей розподіл грошей фінансується державою (борг), а не за допомогою друку грошей центральним банком. 